# Jordrandkaktus
Jordrandkaktus (Copiapoa hypogaea) är en art inom randkaktussläktet och familjen kaktusväxter, som har sin naturliga utbredning i Chile.

## Beskrivning
Jordrandkaktus är en tillplattat klotformad, grågrön eller bronsfärgad, kaktus som blir 1 till 6,5 centimeter i diameter. Den har en stor pålrot med en smal rothals. Själva plantan är uppdelad i 10 till 16 åsar, som är uppdelade i låga vårtor. På vårtorna sitter areoler på avstånd mellan 2 och 10 millimeter från varandra. I areolerna sitter 0 till 1 nästan svarta centraltaggar som blir upp till 1,5 centimeter långa. Runt dessa sitter 0 till 10 radiärtaggar som blir mellan 0,5 och 4 millimeter långa. Blommorna blir 1,5 till 2,2 centimeter i diameter. Frukten blir upp till 0,5 centimeter i diameter. 

## Underarter
Jordrandkaktus, C. hypogaea ssp. hypogaea
Huvudarten blir 3 till 6,5 centimeter i diameter.
Liten jordrandkaktus, C. hypogaea ssp. laui, (Diers) G.J.Charles 2006
Underarten laui är liten och tuvbildande. Varje huvud blir från 1 till 3 centimeter i diameter. Blommorna blir mellan 15 och 18 millimeter i diameter.